# RENFE
Renfe (Renfe Operadora) este societatea națională de exploatare a căilor ferate spaniole. Societatea operează rețeaua de trenuri de mare viteză AVE.